# Uniontown (Waszyngton)
Uniontown – miasto w Stanach Zjednoczonych, w stanie Waszyngton, w hrabstwie Whitman.